# Optoelektronika
Optoelektronika je oblast elektroniky, která se zabývá interakcí světla s elektronickými prvky.
Optoelektronické prvky umožňují přeměnu elektrické energie na energii světelnou nebo naopak.
Optoelektronické prvky se dělí na:
- Optoelektronické zdroje světla (LED, laserová dioda)
- Fotosenzory (fotodioda, fototranzistor, plošné senzory (např. CCD))
- Modulátory

Hlavní využití optoelektronických prvků je při snímání a zobrazení obrazu (např. v televizní technice), osvětlení a signalizaci, a při přenosu informací (prostřednictvím optických vláken nebo „vzduchem“).